# Самохин (хутор)
Самохин — хутор в Обливском районе Ростовской области.
Входит в состав Нестеркинского сельского поселения.

## География
На хуторе имеется одна улица — Березовая.

## Население
| 2010 |
| ---- |
| 12   |